# Entourage
Entourage (traducida al español como El séquito) es una serie de televisión estadounidense creada por Doug Ellin y producida por el actor Mark Wahlberg (protagonista de El planeta de los Simios, The Italian Job y The Fighter entre otras). Muchas de las historias que se narran en ella están basadas en experiencias vividas por el propio Wahlberg.
Narra la vida del joven actor Vincent Chase (Adrian Grenier), quien acaba de protagonizar su primera película en Hollywood y ante el éxito que obtiene decide llevarse a sus amigos de toda la vida con él a Los Ángeles para mantener los pies en el suelo. Eric Murphy (Kevin Connolly), su hermanastro Johnny "Drama" Chase (Kevin Dillon), y Tortuga (Jerry Ferrara) acompañaran a Vince en su carrera mientras ven la exagerada, excéntrica y despiadada vida de la meca del cine. El quinto personaje de este séquito es su agente, el extravagante e impulsivo Ari Gold (Jeremy Piven).
La serie comenzó a emitirse en el año 2004 en el canal estadounidense HBO, finalizando tras ocho temporadas el 11 de septiembre de 2011. En España se estrenaron todas las temporadas en Canal+.
Cuando se anunció que la octava sería última temporada, también comenzó a hablarse de la posibilidad de finalizar la trama de la serie con una película. En enero de 2013 se confirmó dicha película, producida por Warner Bros y dirigida por el propio Doug Ellin. El 3 de junio se estrenaba la película en Estados Unidos, y el 17 de julio de 2015 llegaba a las salas de cine en España.

## Actores y personajes
- Adrian Grenier como Vincent Chase.
- Kevin Connolly como Eric Murphy.
- Kevin Dillon como Johnny "Drama" Chase.
- Jerry Ferrara como Salvatore "Tortuga" Assante.
- Jeremy Piven como Ariel "Ari" Gold, interpretación por la cual ganó tres premios Emmy consecutivos.
- Debi Mazar como Shauna Roberts.
- Perrey Reeves como Melissa Gold.
- Emmanuelle Chriqui como Sloan McQuewick.
- Rex Lee como Lloyd Lee.
- Rhys Coiro como Billy Walsh.

## Producción
- Creador: Doug Ellin
- Productores ejecutivos:
  - Doug Ellin
  - Rob Weiss
  - Mark Wahlberg
  - Stephen Levinson
  - Eric Weinstein

## Cameos
Los cameos o apariciones de personajes conocidos del mundo del cine y la televisión, son muy habituales en esta producción. Entre ellos se encuentran personalidades como el propio Mark Wahlberg, Jay Leno, Jessica Alba, 50 Cent, Sarah Silverman, Martin Scorsese, Matt Damon, Gary Busey, Sofía Vergara, James Cameron, LeBron James, Christina Aguilera, Bono de U2, Zac Efron, Mandy Moore, Scarlett Johansson, Larry David, Matt Dallas, Leighton Meester, Kanye West, Ali Larter, Bob Saget, Lamar Odom, Chuck Liddell, Steve Nash, Gal Gadot, Ralph Macchio, Hugh Hefner, Jamie-Lynn Sigler, Stephen Gaghan, Jesse Jane, Sasha Grey, Devon, Eminem, Snoop Dogg, Teagan Presley, Victor Lázaro, Johnny Galecki, Aaron Sorkin, Anna Faris y muchos otros.

## Capítulos

### Temporada 1
| # | Título original           | Título en España     |
| - | ------------------------- | -------------------- |
| 1 | Pilot                     | Ese maldito guion    |
| 2 | The Review                | La crítica           |
| 3 | Talk show                 | La entrevista        |
| 4 | Date night                | Cita nocturna        |
| 5 | The script and the sherpa | El guion y el sherpa |
| 6 | Busey and the beach       | Busey y la playa     |
| 7 | The scene                 | La escena            |
| 8 | New York                  | Nueva York           |

### Temporada 2
| #  | Título original           | Título en España       |
| -- | ------------------------- | ---------------------- |
| 1  | The Boys Are Back in Town | El sistema             |
| 2  | My Maserati Does 185      | Coche nuevo            |
| 3  | Aquamansion               | Aquamansión            |
| 4  | An Offer Refused          | Una oferta rechazada   |
| 5  | Neighbors                 | Vecinos                |
| 6  | Chinatown                 | Chinatown              |
| 7  | The Sundance Kids         | Los chicos de Sundance |
| 8  | Oh, Mandy                 | Oh, Mandy              |
| 9  | I Love You Too            | Yo también te quiero   |
| 10 | El Bat Mitzvah            | El Bat Mitzvah         |
| 11 | Blue balls lagoon         | Drama en el lago azul  |
| 12 | Good Morning Saigon       | Buenos días, Saigón    |
| 13 | Exodus                    | Éxodo                  |
| 14 | Abyss                     | El abismo              |

### Temporada 3
| #  | Título original       | Título en España          |
| -- | --------------------- | ------------------------- |
| 1  | Aquamom               | Aquamamá                  |
| 2  | One day in the valley | Un día en el Valle        |
| 3  | Dominated             | Dominados                 |
| 4  | Guys and doll         | Vaya Muñeco               |
| 5  | Crash and Burn        | Colisiones                |
| 6  | Three's company       | Sexo para tres            |
| 7  | Strange days          | Días extraños             |
| 8  | The release           | El estreno                |
| 9  | Vegas Baby, Vegas     | Vegas Baby, Vegas         |
| 10 | I wanna be sedated    | Quiero estar sedado       |
| 11 | What about Bob?       | ¿Qué pasa con Bob?        |
| 12 | Sorry, Ari            | Lo siento Ari             |
| 13 | Less than 30          | Menos de 30               |
| 14 | Dog day afternoon     | Tarde de perros           |
| 15 | Manic Monday          | Lunes loco                |
| 16 | Gotcha                | Picaste                   |
| 17 | Return of the king    | El regreso del rey        |
| 18 | The resurrection      | Resurrección              |
| 19 | The prince's bride    | La prometida del príncipe |
| 20 | Adiós amigos          | Adiós, amigo              |

### Temporada 4
| #  | Título original              | Título en España                   |
| -- | ---------------------------- | ---------------------------------- |
| 1  | Welcome to the jungle        | Bienvenido a la jungla             |
| 2  | The first cut is the deepest | El primer corte es el más profundo |
| 3  | Malibooty                    | Beso negro                         |
| 4  | Sorry, Harvey                | Lo siento, Harvey                  |
| 5  | The dream team               | El dream team                      |
| 6  | The Weho ho                  | Estás hecho un putón               |
| 7  | The day fuckers              | Follando como conejos              |
| 8  | Gary's desk                  | El escritorio de Gary              |
| 9  | The young and the stoned     | Jóvenes y colgados                 |
| 10 | Snow job                     | ¿Qué pasa con la nieve?            |
| 11 | No Cannes do                 | Cannes o no Cannes                 |
| 12 | The Cannes Kids              | Los chicos de Cannes               |

### Temporada 5
| #  | Título original        | Título en España             |
| -- | ---------------------- | ---------------------------- |
| 1  | Fantasy island         | La isla de la fantasía       |
| 2  | Unlike a virgin        | No como una virgen           |
| 3  | The all out fall out   | Caída estrepitosa            |
| 4  | Fire sale              | Vendiendo humo               |
| 5  | Tree trippers          | Flipando en el desierto      |
| 6  | ReDOMption             | Redomption                   |
| 7  | Gotta look up get down | Hay que apuntar hacia arriba |
| 8  | First class jerk       | Una paja de primera          |
| 9  | Pie                    | Tarta                        |
| 10 | Seth Green day         | El día de Seth Green         |
| 11 | Play'n with fire       | Jugando con fuego            |
| 12 | Return to Queens Blvd. | Retorno a Queens Boulevard   |

### Temporada 6
| #  | Título original                     | Título en España                             |
| -- | ----------------------------------- | -------------------------------------------- |
| 1  | Drive                               | Conduce                                      |
| 2  | Amongst friends                     | Entre amigos                                 |
| 3  | One car, two car, red car, blue car | Un coche, dos coches, coche rojo, coche azul |
| 4  | Runnin' on E                        | Centrados en Eric                            |
| 5  | Fore!                               | Bola                                         |
| 6  | Murphy's lie                        | La mentira de Murphy                         |
| 7  | No more Drama                       | No más Drama                                 |
| 8  | The Sorkin notes                    | Las notas de Sorkin                          |
| 9  | Security briefs                     | Medidas de seguridad                         |
| 10 | Berried alive                       | Enterrado a preguntas                        |
| 11 | Scared straight                     | Con el susto en el cuerpo                    |
| 12 | Give a little bit                   | Da un poquito                                |

### Temporada 7
| #  | Título original                        | Título en España                         |
| -- | -------------------------------------- | ---------------------------------------- |
| 1  | Stunted                                | Sin doble                                |
| 2  | Buzzed                                 | Ido                                      |
| 3  | Dramedy                                | Drama en comedia                         |
| 4  | Tequila sunrise                        | Conexión tequila                         |
| 5  | Bottoms up                             | Por detrás                               |
| 6  | Hair                                   | Rapado                                   |
| 7  | Tequila and coke                       | Tequila y coca                           |
| 8  | Sniff sniff gang bang                  | Un polvo con cinco                       |
| 9  | Porn scenes from an Italian restaurant | Escenas porno en un restaurante italiano |
| 10 | Lose yourself                          | Perderse                                 |

### Temporada 8
| # | Título original | Título en España       |
| - | --------------- | ---------------------- |
| 1 | Home sweet home | Hogar, dulce hogar     |
| 2 | Out with a bang | Despedida con polvo    |
| 3 | One last shot   | Una última oportunidad |
| 4 | Whiz kid        | Chico prodigio         |
| 5 | Motherfucker    | Folla madres           |
| 6 | The big bang    | El gran polvo          |
| 7 | Second to last  | El penúltimo           |
| 8 | The end         | Fin                    |